# Bloons TD 6
Bloons TD 6 é um jogo estilo tower defense (em português, "defesa de torres") de 2018 desenvolvido e publicado por Ninja Kiwi. É o sexto lançamento da série Bloons Tower Defense e foi lançado em 13 de junho de 2018 para iOS e Android. Foi posteriormente lançado para Microsoft Windows em 2018 e macOS em março de 2020 via Steam. Em fevereiro de 2022, Bloons TD 6+ foi lançado para Apple Arcade.

## Jogabilidade
Bloons TD 6 é um jogo estilo tower defense com uma perspectiva 2.5D, ao contrário da perspectiva 2D do jogos anteriores da série Bloons Tower Defense, e utiliza computação gráfica 3D. No jogo, o jogador (que pode formar um time com até outros três jogadores em modo cooperativo) cria defesas consistindo de diversas variantes de macacos com habilidades, estruturas e armadilhas a fim de evitar que objetos em formato de balões conhecidos como "Bloons" cheguem à saída. TD 6 apresenta uma nova categoria de macacos, conhecidos como "heróis", que se tornam mais fortes ao longo do tempo. Cada macaco desempenha um papel diferente e pode afetar os Bloons de várias formas, inclusive estourando-os, diminuindo sua velocidade, ou aumentando o poder dos outros macacos. Quando destruídos, os Bloons concedem dinheiro ao jogador, que pode ser usado para comprar defesas adicionais ou melhorar as existentes (macacos melhorados ganham acesso a novas habilidades). Os Bloons são criados em diversas ondas e percorrem um caminho predeterminado. Os grupos de ondas são separados em rodadas, cada uma consistindo de um número estabelecido de Bloons, que se tornam mais fortes ao longo do tempo e podem ter propriedades combatidas apenas por certas defesas. Cada rodada é jogada em um mapa específico, que contém obstáculos e pode ser jogado em várias opções de dificuldade.
O jogador pode ganhar vários tipos de moedas internas através do jogo. Recebe-se "Dinheiro de Macaco" ao se vencer rodadas ou se completar desafios e permite que características adicionais sejam desbloqueadas no jogo, "Pontos de Conhecimento Símio" são concedidos através do jogo e podem ser usados para melhorar os macacos permanentemente através de uma árvore de habilidades, e "Troféus" são um tipo raro de moeda obtido apenas através de eventos semanais, e é utilizado para desbloquear cosméticos especiais.

## História
Bloons TD 6 foi anunciado pela primeira vez em PRLog em 28 de março de 2017 e inicialmente estava programado para ser lançado em 2017. De acordo com o mesmo artigo postado em PRLog, um "longo período de teste e balanceamento" foi necessário devido à "imensa escala e profundidade estratégica do jogo".
O jogo foi lançado na iOS App Store e Google Play Store em 14 de junho de 2018. Uma versão para Microsoft Windows foi lançada através do Steam em 17 de dezembro de 2018. Diferentemente dos jogos anteriores da série, Bloons TD 6 é o primeiro jogo da série Bloons TD que não tem um equivalente em Flash.
Em 11 de fevereiro de 2022, Bloons TD 6 foi lançado na Apple Arcade como Bloons TD 6+.

## Recepção
Bloons TD 6 foi bem recebido de forma geral pela crítica. Stephen Knightly, secretário da NZ Game Developers Association, elogiou a profundidade do jogo em Bloons TD 6, especialmente o apelo visual para um público geral e o nível de complexidade para jogadores mais experientes. "É divertido e amigável, então é acessível, mas no fundo é bem complicado". Embora o jogo tenha sido elogiado pela sua extensa variedade de jogabilidade, foi também criticado pela falta de rejogabilidade. Já que Bloons TD 6 é um aplicativo pago contando com compras internas que podem ser usadas para desbloquear características mais rapidamente, alguns críticos argumentam que o jogo parece rodar em um modelo freemium.
Harry Slater da Pocket Gamer descreve a jogabilidade central como excessivamente dependente da mecânica de jogos mais antigos da série, que ele alega não fornecer impacto suficiente para os jogadores que querem jogar a longo prazo. Por outro lado, Dennis Zirkler da GameStar acredita que há conteúdo suficiente no jogo para manter uma variedade de estilos diferentes de jogo enquanto ainda se mantém a jogabilidade central, e diz que a presença de compras internas em um jogo pago são completamente opcionais para o jogo e têm pouco impacto na diversão geral do jogo como um todo. Embora ele critique a necessidade de se jogar repetidamente para se ganhar acesso a características desbloqueáveis, ele elogia a inclusão do "CHIMPS", um modo de jogo em que a maioria das características desbloqueáveis são restritas e consequentemente limita os jogadores a se concentrarem no conceito subjacente de se criar combinações otimizadas de torres em cada estágio do jogo. Nathan Snow de The Spectrum disse que, ainda que seja repetitivo depois de um tempo, o jogo se atém a um conceito comprovado da séries Bloons.
O visual cartunesco usado no jogo foi elogiado pelo seu apelo a um público mais amplo, especialmente através da combinação de jogabilidade e complexidade. Os críticos notaram o uso de caracterização das torres e o sucesso a longo prazo dos jogos Bloons TD anteriores como fatores para o sucesso de Bloons TD 6. Notaram-se a complexidade e a mecânica que acompanha o jogo; PCGamesN descreve que a complexidade de Bloons TD 6 recebe um "plano viciante totalmente novo" no que se refere a integrar o foco destacado de interagir com os personagens dos macacos com a jogabilidade principal, enquanto outros críticos dizem que a implementação dessas características pode parecer infantil demais ou então fazer com que o jogo pareça genérico demais ou dependente de microtransações.
O modelo de negócios de Bloons TD 6 recebeu avaliações mistas. Simon Hill da Wired considera que o modelo de negócios do jogo leva em consideração tanto o mercado premium quanto o mercado freemium: "É um jogo premium que justifica totalmente seu preço, mas também oferece uma grande variedade de microtransações, incluindo as melhorias cosméticas comuns, aumento de jogabilidade, e acesso ilimitado a eventos especiais". Ele também elogia o equilíbrio entre rejogabilidade e complexidade, principalmente através da progressão aprofundada e desenvolvimento da estratégia em um contexto de defesa de torres. Mais atenção foi dada em relação ao convensional mercado de dispositivos móveis, que geralmente conta com o modelo freemium como fonte primária de renda, e ressaltou que Bloons TD 6 não tem anúncios de terceiros, mas utiliza compras internas opcionais no jogo. Outros são mais críticos e negativos quanto ao modelo de negócios em Bloons TD 6. Um crítico da MetaCritic argumenta que o jogo tem uma quantidade esmagadora de conteúdo que carece de rejogabilidade suficiente e utiliza uma mistura duvidosa dos estilos de comercialização premium e freemium.

### Vendas
Bloons TD 6 foi o aplicativo mais vendido na primeira semana do seu lançamento. De acordo com Catherine Harris da Stuff.co.nz, o jogo Bloons TD 6 está consistentemente entre os aplicativos pagos mais vendidos do mundo, incluindo o "aplicativo pago mais comprado do mundo" em 2018. Ela argumenta que o sucesso do jogo entre outros aplicativos da Ninja Kiwi ajudou a moldar o sucesso da indústria de jogos da Nova Zelândia. Dustin Bailey da PCGamesN notou a crescente popularidade da versão Steam de Bloons TD 6 e a maior presença do jogo no Twitch. Ele atribuiu o maior sucesso do jogo tanto pelo baixo preço de US$1 na versão Steam quanto pelo fator de nostalgia para os jogadores que haviam jogado anteriormente os jogos mais antigos em Flash da série Bloons TD.
Kotaku notou que a receita da indústria de jogos da Nova Zelândia ultrapassou a da indústria de jogos da Austrália em 2019, sendo Bloons TD 6 uma das principais fontes, e as outras sendo Path of Exile da Grinding Gear Games e Valleys Between da Little Lost Fox.

### Legado
O jogo é atualizado regularmente incluindo constantes alterações quanto ao balanceamento e conteúdo adicional. Ben "RidiculousHat" Goodman da PC Gamer elogia o desenvolvimento contínuo de Bloons TD 6, que refina regularmente o balanceamento do jogo através de atualizações a fim de promover uma variedade de jogabilidade.
O sucesso da franquia Bloons TD havia recebido elogios da companhia de investimentos digitais Modern Times Group, com atenção especial ao trabalho contínuo da Ninja Kiwi como "pioneira" no gênero defesa de torres em um formato economicamente viável mas de alta qualidade.